# یودای نیشیکاوا
یودای نیشیکاوا (انگلیسی: Yudai Nishikawa؛ زادهٔ ۱۹ آوریل ۱۹۸۶) بازیکن فوتبال اهل ژاپن است.
از باشگاه‌هایی که در آن بازی کرده‌است می‌توان به باشگاه ورزشی توچیگی اشاره کرد.